# Elseid Hysaj
Elseid Hysaj (Shkodër, condado de Shkodër, Albania, 2 de febrero de 1994) es un futbolista albanés. Juega como defensa y su equipo es la S. S. Lazio de la Serie A.

## Trayectoria

### Empoli
Hysaj se formó en las categorías inferiores del Vllaznia, club de su ciudad natal, y del Empoli, tras la mudanza de su familia a Italia. En 2012 debutó en el primer equipo del conjunto toscano, en la Serie B. Durante su primera temporada se ganó un puesto de titular y totalizó 35 presencias entre liga y Copa Italia. El 31 de agosto de 2014 se produjo su debut en la máxima división italiana, en el partido contra el Udinese.

### Napoli
El 1 de agosto de 2015 el defensa fichó por el Napoli, firmando un contrato por cinco años. Debutó en la fecha 1 de la liga italiana contra el Sassuolo jugando 90', mientras que jugó su primer partido en las copas europeas el 17 de septiembre ante el Club Brujas (5 a 0 en favor del Napoli). El 13 de septiembre de 2016 se produjo su debut en Liga de Campeones, en el partido de visitante contra el Dinamo de Kiev (2 a 1 para los napolitanos).
Bajo la guía de Maurizio Sarri, quien ya había sido su entrenador en el Empoli, el albanés fue titular en la defensa napolitana. Sin embargo, con la llegada de Carlo Ancelotti no encontró mucho espacio, mientras que con Gennaro Gattuso fue empleado con mayor continuidad. En 2020 ganó la Copa Italia en la final ante la Juventus de Turín. El 25 de julio del mismo año marcó su primer y único gol en el Napoli, contra el Sassuolo.

## Selección nacional

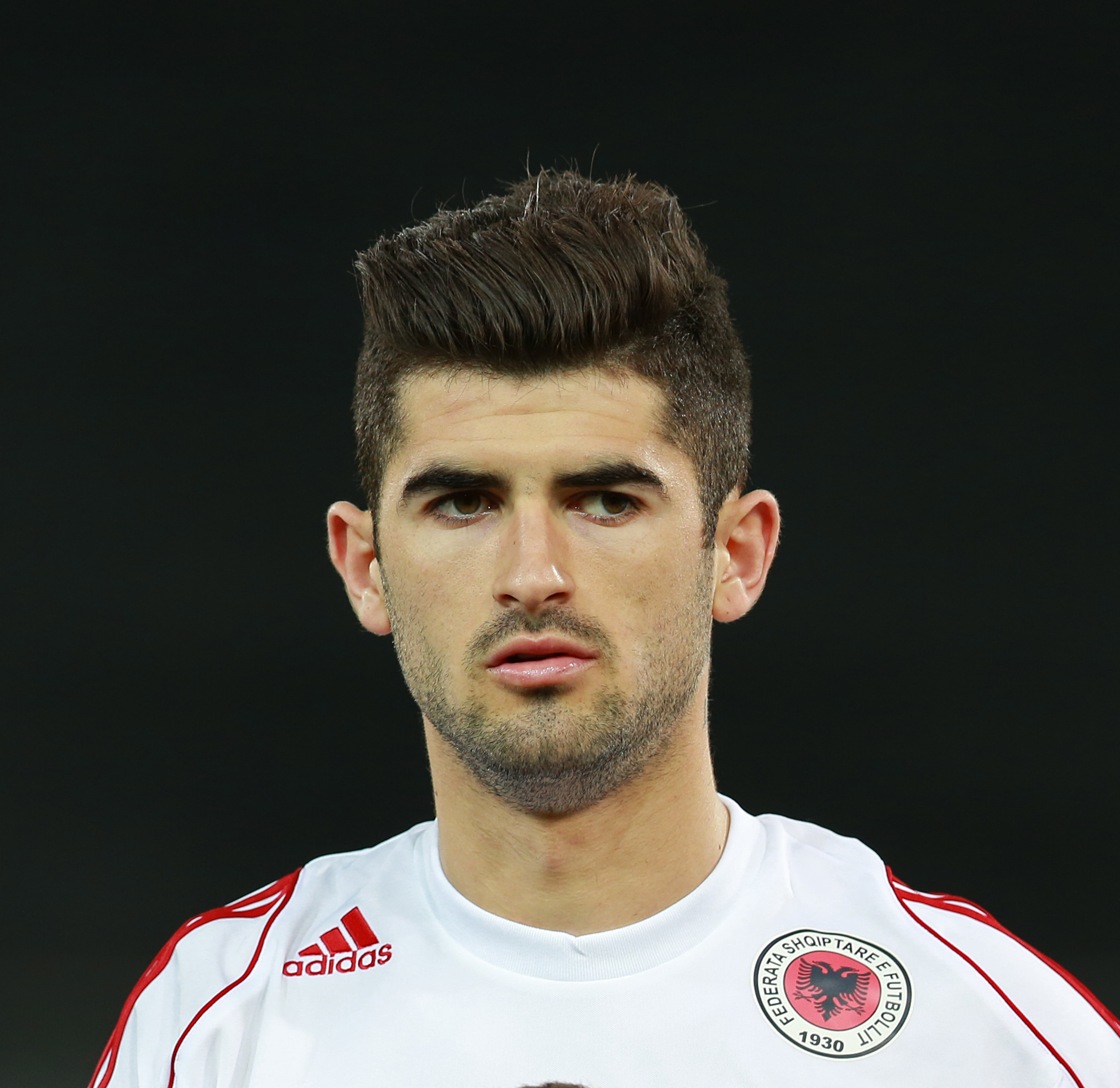
Hysaj con la selección sub-21 albanesa, marzo de 2014.

El 14 de agosto de 2013 debutó con la selección de fútbol sub-21 de Albania contra Austria.
Ha sido internacional con la selección absoluta en 90 ocasiones. Debutó el 6 de febrero de 2013 en un amistoso de visitante contra Georgia, sustituyendo a Emiljano Vila en el minuto 61.

### Participaciones en Eurocopas
| Copa          | Sede     | Resultado    |
| ------------- | -------- | ------------ |
| Eurocopa 2016 | Francia  | Primera fase |
| Eurocopa 2024 | Alemania | Primera fase |

## Estadísticas

### Clubes
Actualizado al último partido disputado el 25 de mayo de 2025.
| Club                     | Div.          | Temporada     | Liga  | Liga  | Copas nacionales | Copas nacionales | Copas internacionales | Copas internacionales | Total | Total |
| Club                     | Div.          | Temporada     | Part. | Goles | Part.            | Goles            | Part.                 | Goles                 | Part. | Goles |
| ------------------------ | ------------- | ------------- | ----- | ----- | ---------------- | ---------------- | --------------------- | --------------------- | ----- | ----- |
| Empoli F. C. · Italia    | 2.ª           | 2011-12       | 0     | 0     | 1                | 0                | —                     | —                     | 1     | 0     |
| Empoli F. C. · Italia    | 2.ª           | 2012-13       | 34    | 0     | 1                | 0                | —                     | —                     | 35    | 0     |
| Empoli F. C. · Italia    | 2.ª           | 2013-14       | 32    | 1     | 2                | 0                | —                     | —                     | 34    | 1     |
| Empoli F. C. · Italia    | 1.ª           | 2014-15       | 36    | 0     | 3                | 0                | —                     | —                     | 39    | 0     |
| Empoli F. C. · Italia    | Total club    | Total club    | 102   | 1     | 7                | 0                | 0                     | 0                     | 109   | 1     |
| S. S. C. Napoli · Italia | 1.ª           | 2015-16       | 37    | 0     | 1                | 0                | 5                     | 0                     | 43    | 0     |
| S. S. C. Napoli · Italia | 1.ª           | 2016-17       | 35    | 0     | 3                | 0                | 7                     | 0                     | 45    | 0     |
| S. S. C. Napoli · Italia | 1.ª           | 2017-18       | 35    | 0     | 2                | 0                | 10                    | 0                     | 47    | 0     |
| S. S. C. Napoli · Italia | 1.ª           | 2018-19       | 27    | 0     | 1                | 0                | 7                     | 0                     | 35    | 0     |
| S. S. C. Napoli · Italia | 1.ª           | 2019-20       | 20    | 1     | 4                | 0                | 0                     | 0                     | 24    | 1     |
| S. S. C. Napoli · Italia | 1.ª           | 2020-21       | 24    | 0     | 3                | 0                | 2                     | 0                     | 29    | 0     |
| S. S. C. Napoli · Italia | Total club    | Total club    | 178   | 1     | 14               | 0                | 31                    | 0                     | 223   | 1     |
| S. S. Lazio · Italia     | 1.ª           | 2021-22       | 29    | 1     | 2                | 0                | 7                     | 0                     | 38    | 1     |
| S. S. Lazio · Italia     | 1.ª           | 2022-23       | 34    | 1     | 1                | 0                | 8                     | 0                     | 43    | 1     |
| S. S. Lazio · Italia     | 1.ª           | 2023-24       | 22    | 0     | 4                | 0                | 5                     | 0                     | 31    | 0     |
| S. S. Lazio · Italia     | 1.ª           | 2024-25       | 11    | 0     | 1                | 0                | 2                     | 0                     | 14    | 0     |
| S. S. Lazio · Italia     | Total club    | Total club    | 96    | 2     | 8                | 0                | 22                    | 0                     | 126   | 2     |
| Total carrera            | Total carrera | Total carrera | 376   | 4     | 29               | 0                | 53                    | 0                     | 458   | 4     |

## Palmarés

### Títulos nacionales
| Título      | Club            | País   | Año  |
| ----------- | --------------- | ------ | ---- |
| Copa Italia | S. S. C. Napoli | Italia | 2020 |

## Lesiones y bajas por enfermedad
El 17 de noviembre de 2020 se anunció que había contraído el COVID-19 en Albania, adonde había viajado para jugar con la selección nacional de ese país. El jugador volvió a dar positivo el 9 de diciembre, pero dio negativo y quedó a la orden del Nápoles dos días después.